# 가면무도회

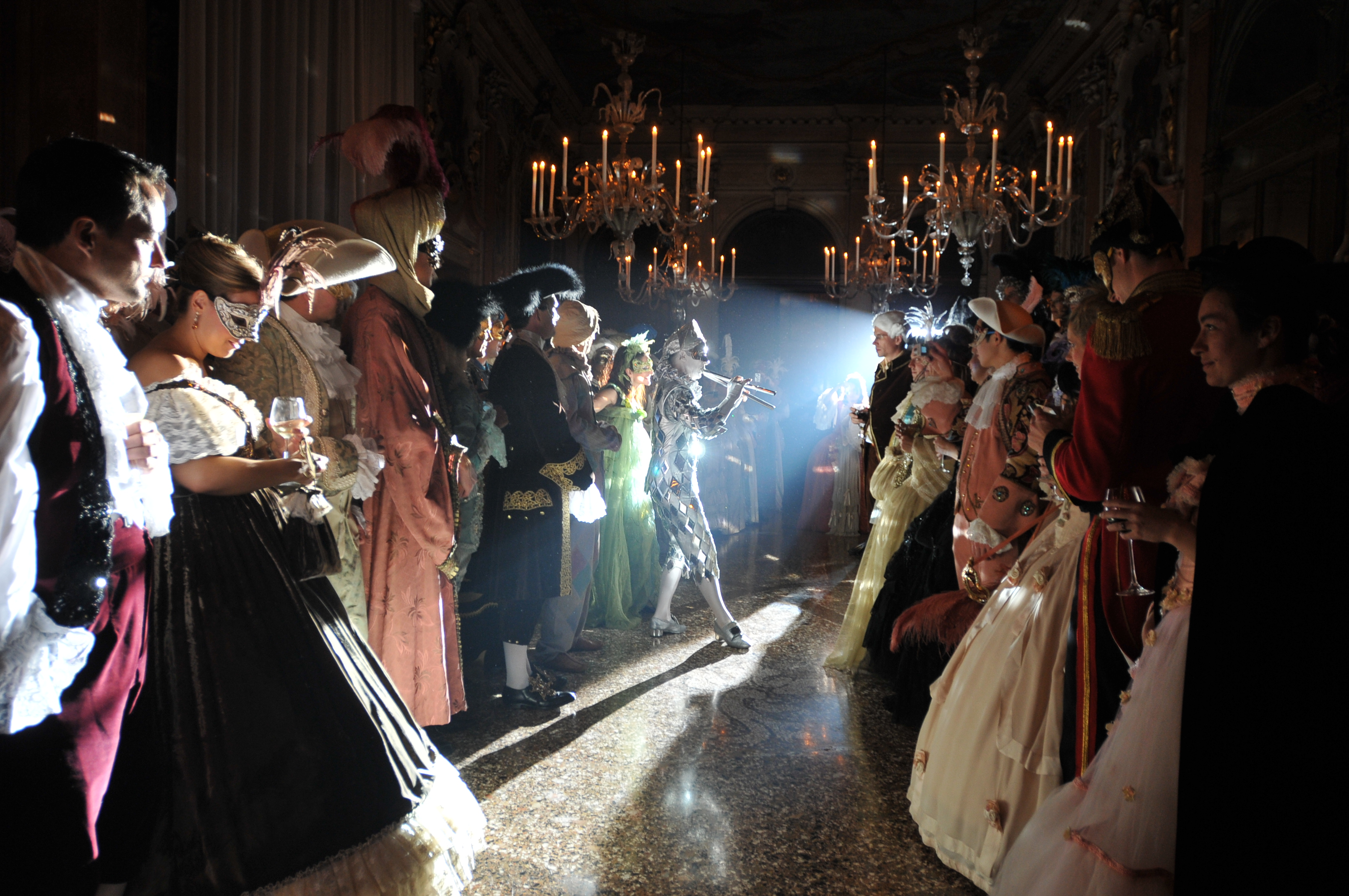
가면무도회

가면무도회(假面舞蹈會, masquerade ball or masked ball)는 이탈리아에서 시작된 가면을 쓰고 하는 무도회이다. 최근에는 축제식으로 거리에 나와 자신들만의 가면을 쓰고 축제를 한다.